# Діброва (Шептицький район)
Діброва — село в Україні, у Шептицькому районі Львівської області. Населення становило 630 осіб у 2001 році.

## Назва
У дорадянські часи село називалося Салаші.

## Мікротопоніміка
Складається із таких присілків: Шевський кут, Михалюки, Пільце, Горби, Осіки, Яреми, Пащуки, Нагуньки, Майдан, Куцьки, Кулиничі, Залісся, Парцеляни (вже не заселені), Бродюки (знищили росіяни під час Другої Світової війни 28 серпня 1944 року), Іваньки (знищили росіяни під час Другої Світової війни 28 серпня 1944 року).

## Історія
В десятому томі «Słownik geograficzny Królestwa Polskiego i innych krajów słowiańskich» [Архівовано 2 січня 2014 у Wayback Machine.], подаються такі відомості про село у ІІ половині ХІХ століття:
«Салаші знаходяться в Равському повіті, 20 км від Рави-Руської, 12 км на пд.схід від Угнова. На північ від села Домашів, на схід — Хоронів, на південь — Волиця і на захід — Карів. Село лежить в басейні Вісли через її притоки Вільчину (Wilczyna) та Острилку (Ostryłka). Починається Вільчина в південно-східній частині села і тече в тому ж напрямку, а Острилка тече південною стороною села. Обидві річки течуть до Хоронова, де і зливаються в одне русло і під назвою Болотня впадають в Рату (притоку Бугу). Найвища точка 222 м над рівнем море в західній частині села. В селі є такі групи будинків: Бродюки, Михалюки, Пільце, Осіки, Залісся і фільварок „За греблею“. Пан (Теобальд Семільський) володів 20 моргами ріллі, 28 — сінокосів та садів, 46 — пасовищ , 1787 — лісу. У власності людей було 305 моргів орної землі, 813 — сінокосів і садів та 134 — пасовищ. У 1880 році в селі було 134 будинки і 826 мешканців у селі та 8 будинків і 40 мешканців на території фільварку. З них за віросповіданням: 792 — греко-католики, 40 римо-католиків і 34 юдеї; за національністю: 788 русинів (українців), 44 поляки і 34 німці. Парафія римо-католицька знаходиться в Брукенталі, греко-католицька в Домашеві. В селі є церква Св. Миколая. Раніше в селі був василіанський монастир. Василіани з Кристинополя (Червонограда) мали тут фільварок і при церкві утримували вікарія. За часів Речі Посполитої село було у власності короля і належало до староства Великі Мости Белзського повіту»
На 01.01.1939 в селі проживало 1530 мешканців, з них 1420 українців-грекокатоликів, 40 українців-римокатоликів, 25 євреїв, 5 німців, 40 польських колоністів міжвоєнного періоду. Місцева греко-католицька парафія належала до Угнівського деканату Перемишльської єпархії. Село входило до ґміни Брукенталь Равського повіту Львівського воєводства Польської республіки. Після анексії СРСР Західної України в 1939 році село включене до Угнівського району Львівської області.

## Карти
1. Діброва (Салаші) на карті фон Міга 1779 р.
2. Діброва (Салаші) на австрійській військовій карті 1861-64р.